# Wiley (Neu-Ulm)

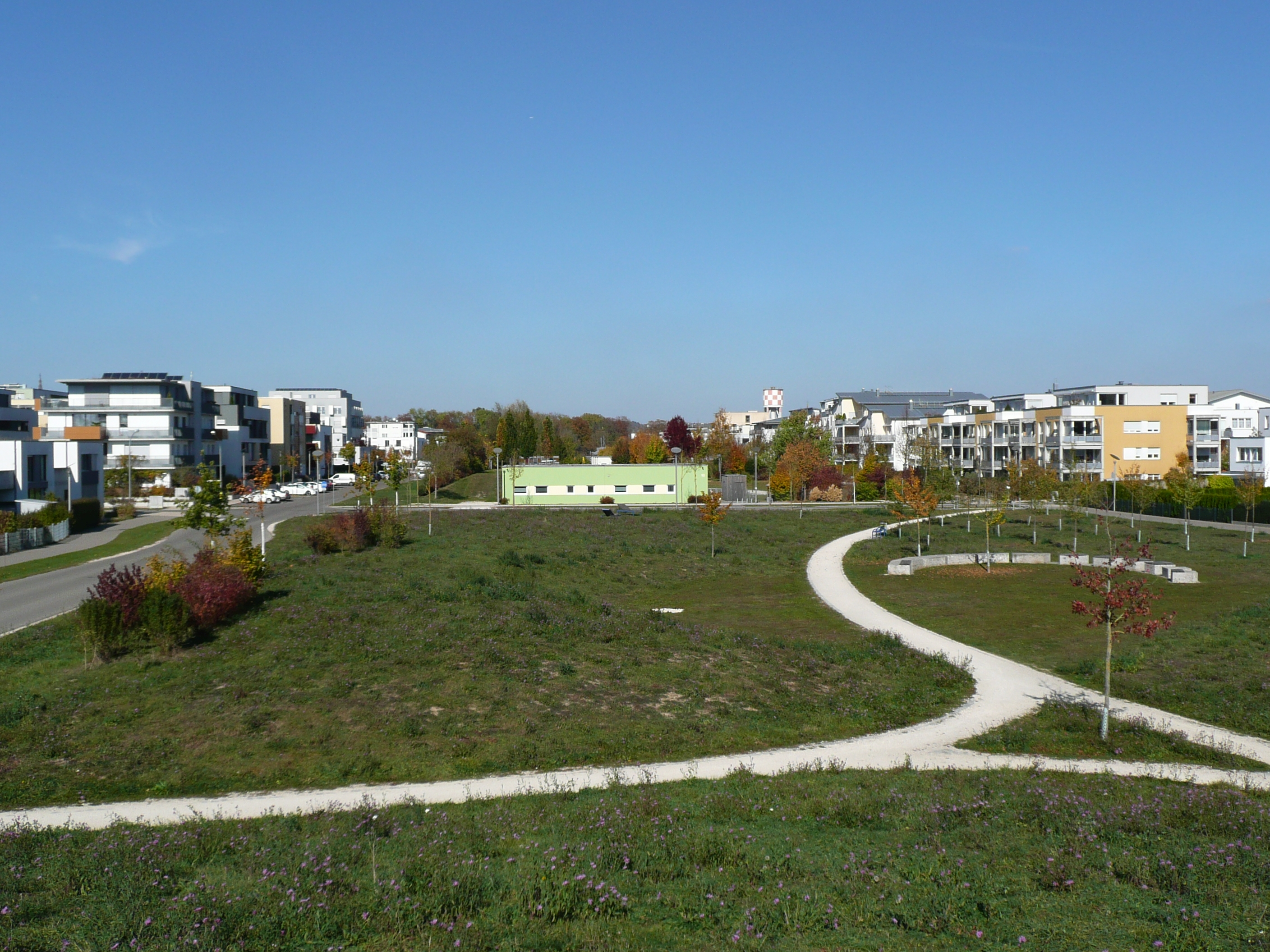
Wohnviertel Wiley Süd mit Peter-Biebl-Park und Wasserturm

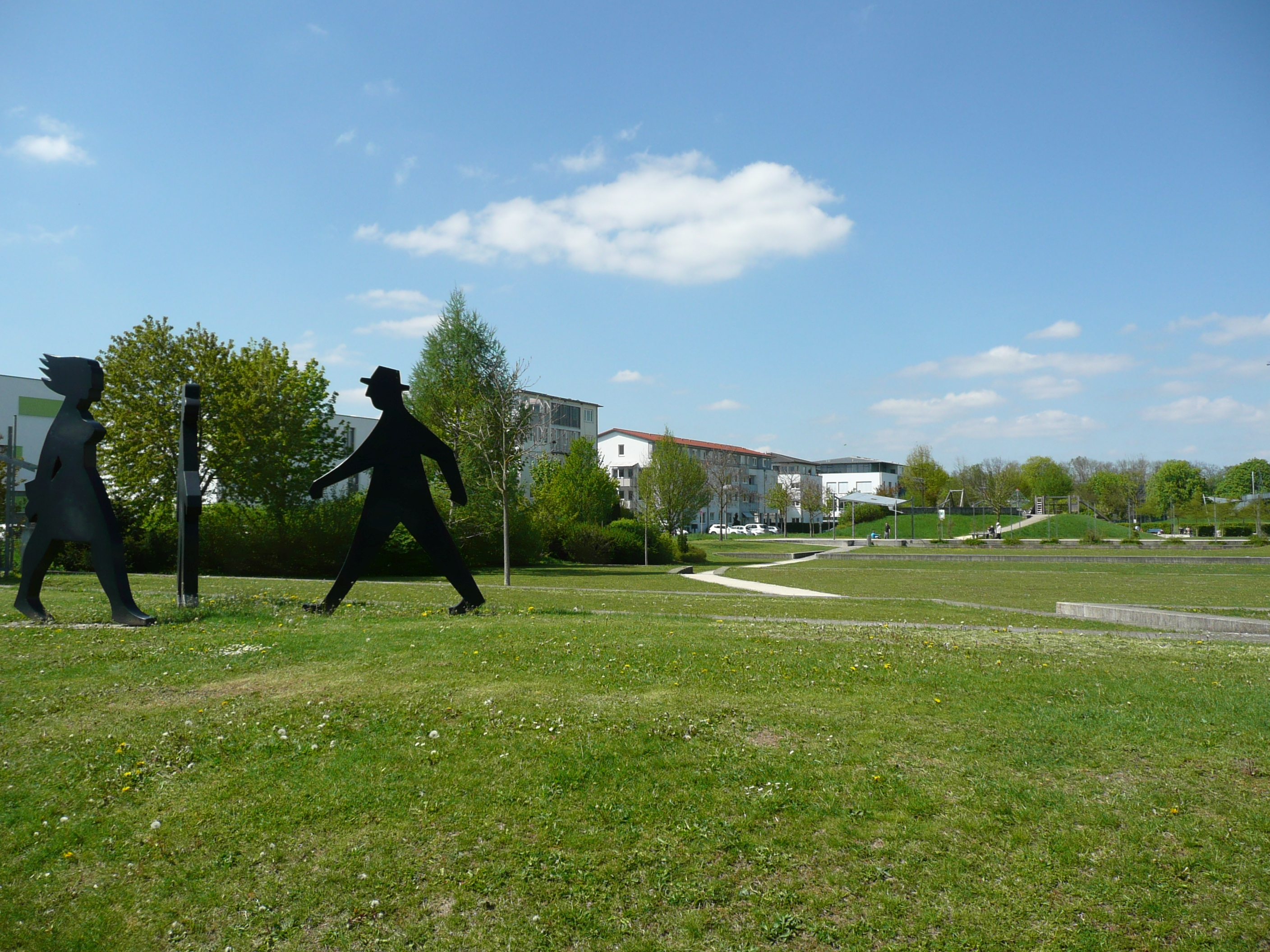
Peter-Biebl-Park im Wiley Süd

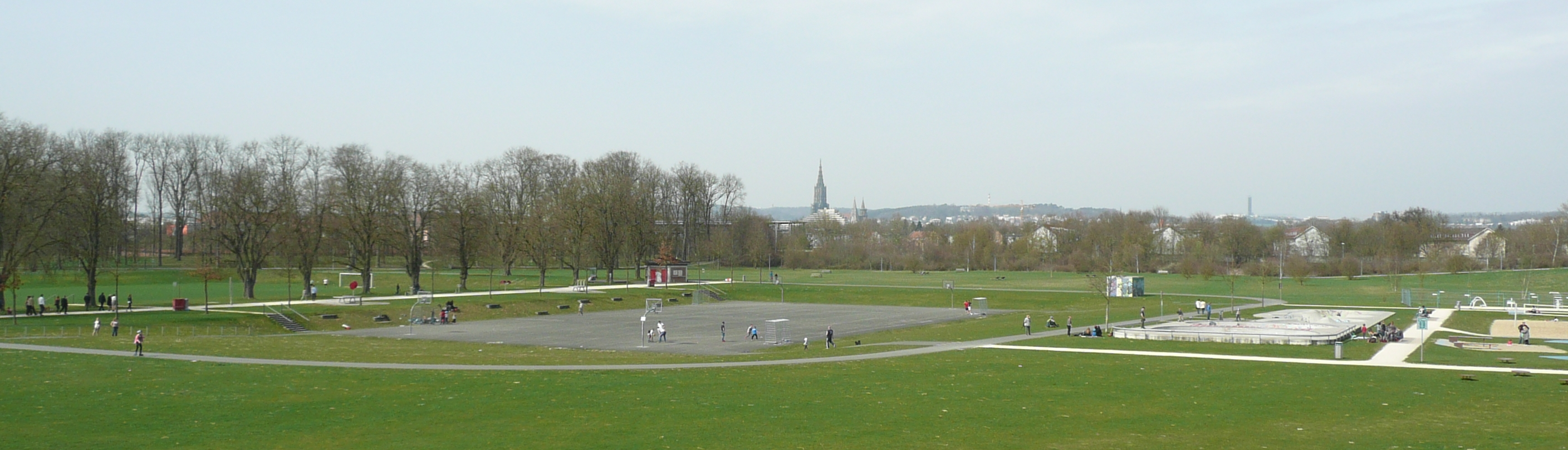
Sportpark Wiley

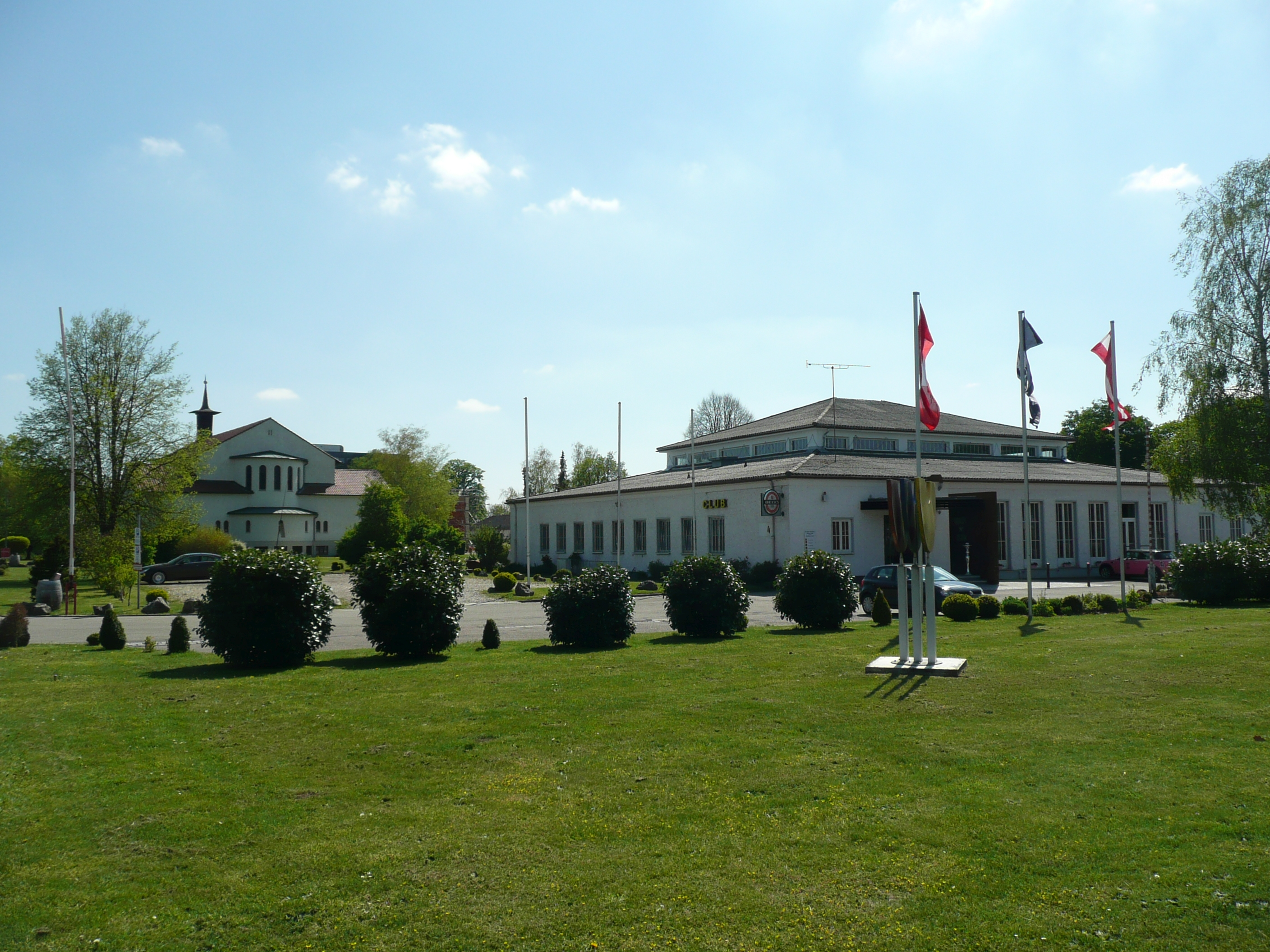
Friedenskirche (Wiley Chapel) und Wiley Club (rechts)

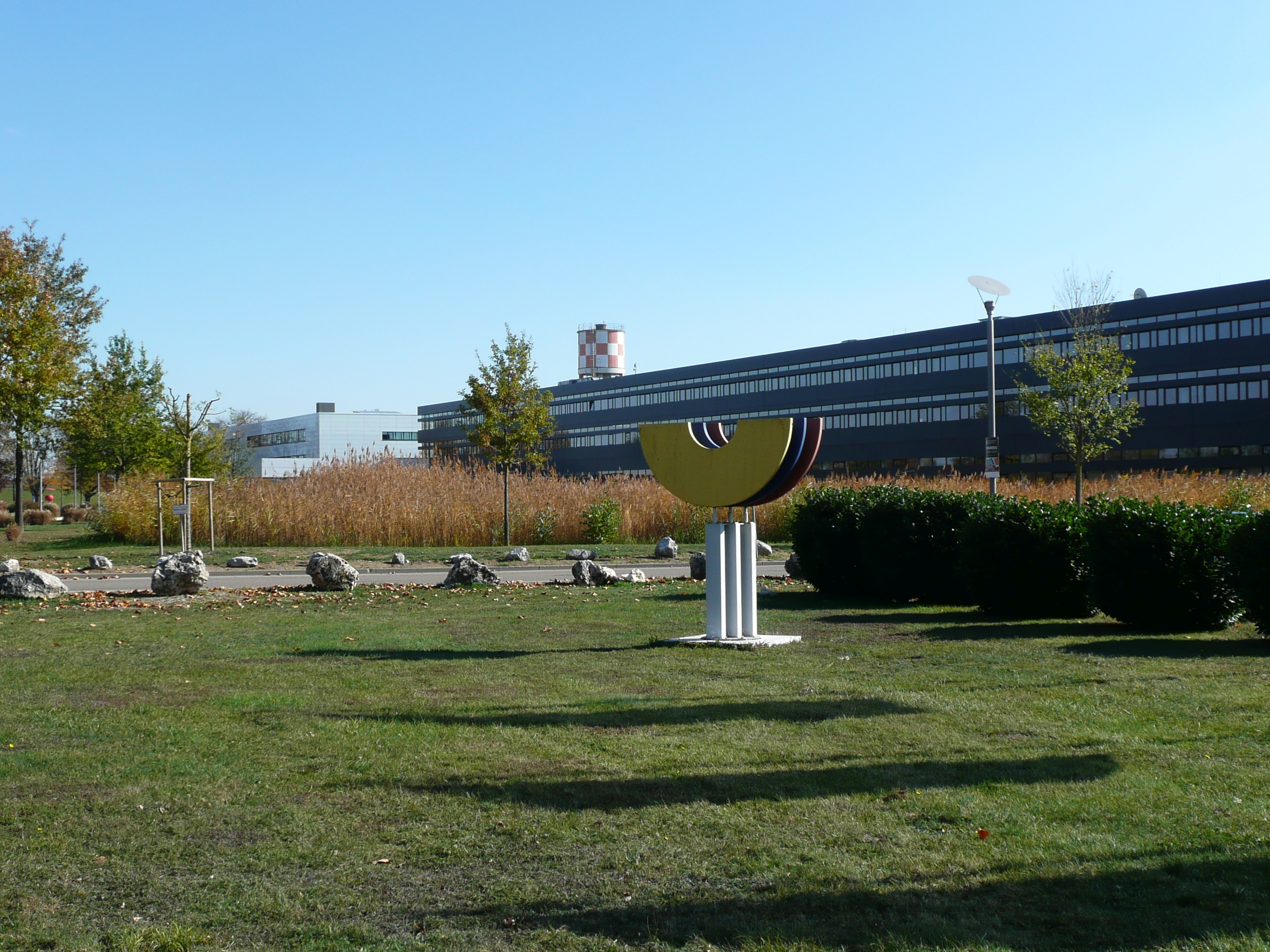
Hochschule Neu-Ulm mit Teilen des Wiley-Parks und dem Wasserturm

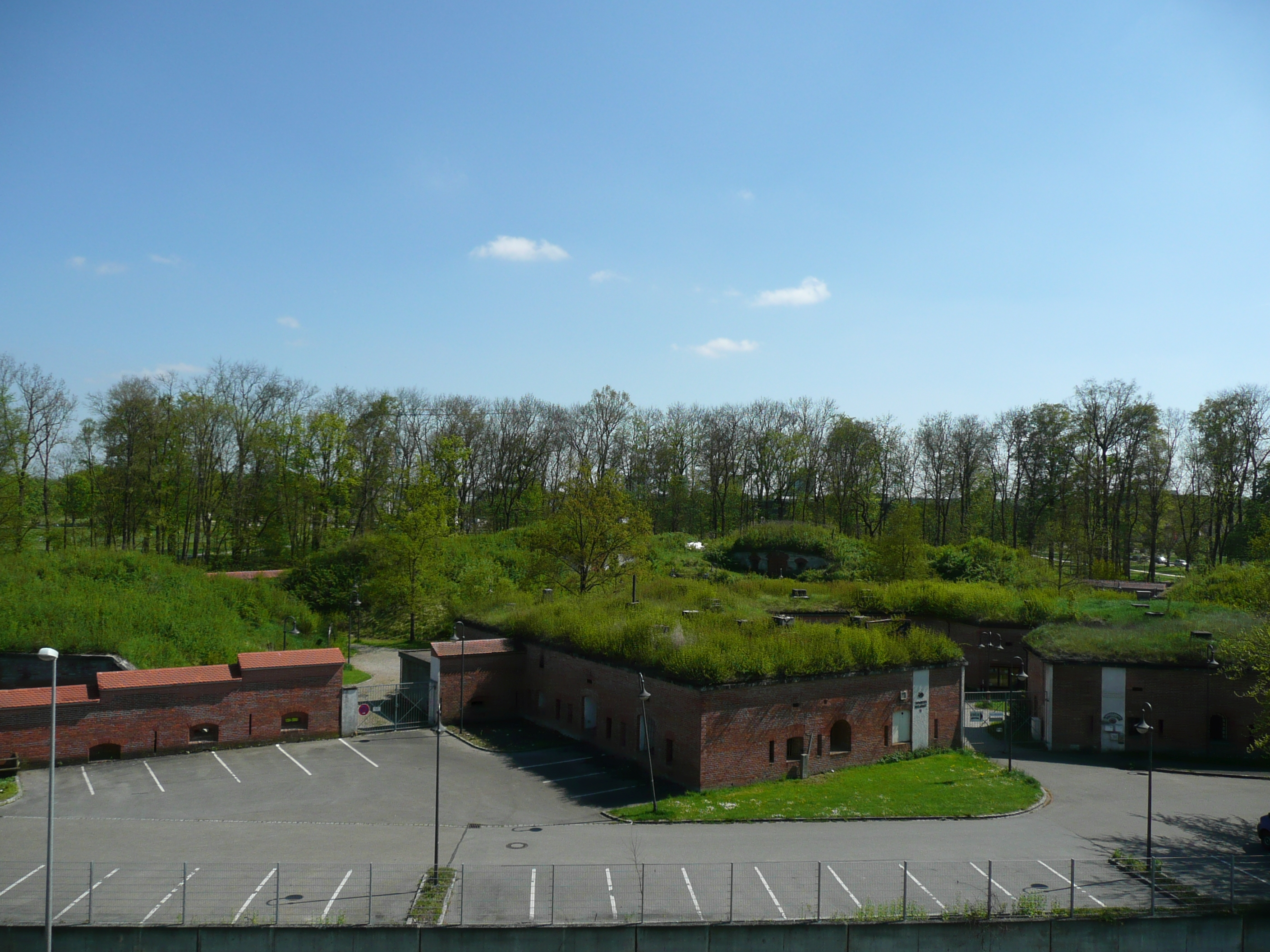
Ludwigsvorfeste im Wiley

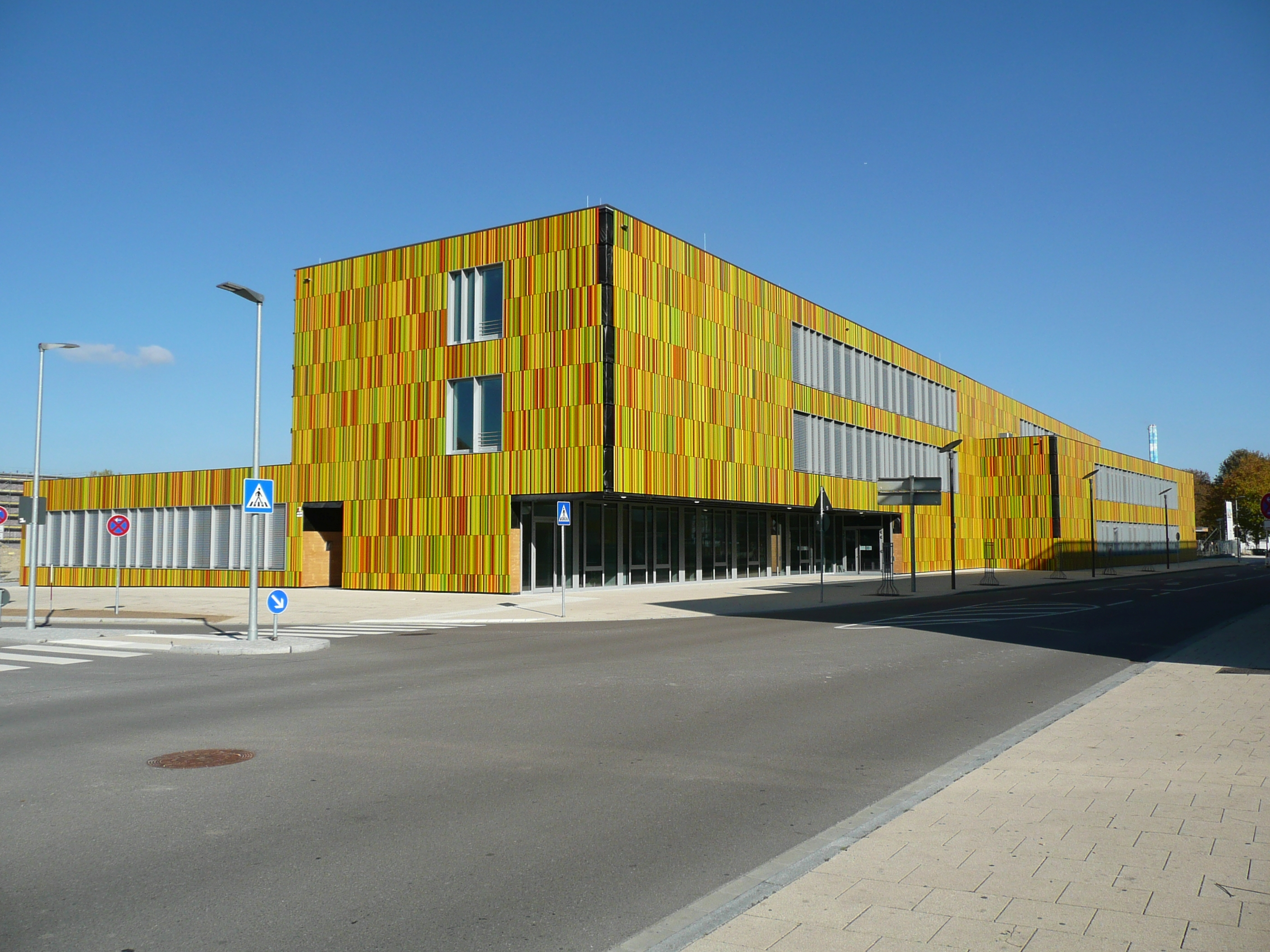
Mark-Twain-Grundschule im Wiley Nord

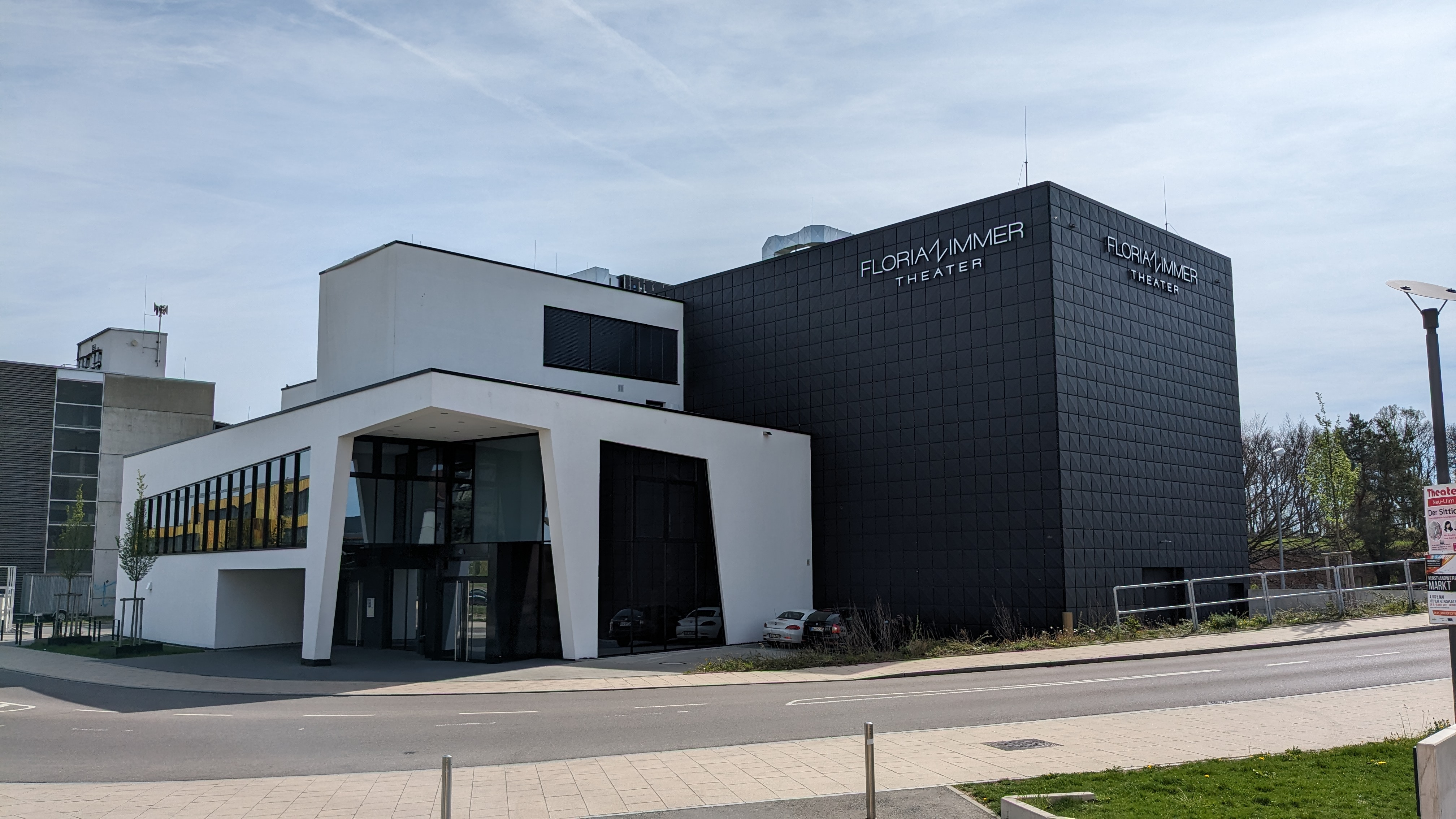
Florian Zimmer Theater im Wiley Nord

Das Wiley ist ein Wohnviertel der bayrischen Großen Kreisstadt Neu-Ulm. In der städtischen Statistik wird das Wiley nicht als eigenständig geführt, sondern dem Stadtteil Ludwigsfeld zugerechnet. Das Wohn- und Geschäftsviertel entstand ab Ende der 1990er Jahre nach Abzug der US-Armee aus der Stadt und umfasst das etwa 80 Hektar große Areal der früheren Wiley-Kaserne. Das Stadtumbauprojekt gilt als Vorzeigeprojekt, welches weit über Neu-Ulm hinaus Aufmerksamkeit erregte. Es ist unter anderem Standort der Hochschule Neu-Ulm, der Multifunktionshalle Ratiopharm Arena sowie des Multiplex-Kinos Dietrich-Theater.

## Gliederung und Beschreibung
Das Wiley besteht aus drei Teilgebieten:
Wiley Nord umfasst das etwa 15 Hektar große Gelände zwischen dem Vorfeld-Wohngebiet, der Memminger Straße und der Europastraße. Es beherbergt das Multiplexkino Dietrich-Theater, das Neu-Ulmer Technologie- und Gründerzentrum, eine Weiterbildungseinrichtung der Deutschen Gesellschaft für Technische Bildung sowie Studentenwohnheime und eine Seniorenwohnanlage. Bis zum Frühjahr 2015 beherbergte Wiley Nord außerdem den Recyclinghof Neu-Ulm. Auf dessen Flächen entstanden ab 2017 der Neubau der Mark-Twain-Grundschule sowie rund 170 Wohnungen. In der Nachbarschaft des Dietrich-Theaters wurde 2022 ein Theater des Zauberers Florian Zimmer eröffnet.
Wiley Mitte ist eine rund 20 Hektar große Fläche zwischen Europastraße und der John-F.-Kennedy-Straße. Die dortigen Grünanlagen wurden zur Landesgartenschau 2008 gestaltet. Es beherbergt den Sportpark Wiley mit Bolz- und Fußballplatz, einer Skaterbahn, einem Kinderspielplatz mit Wasserspielen und einem Beachvolleyballfeld. Des Weiteren befinden sich dort die Hochschule Neu-Ulm, das ehemalige US-Kasino Wiley Club (heute Restaurant), die Friedenskirche (bis 1992 Wiley Chapel), der Wiley-Wasserturm als Wahrzeichen des Viertels sowie die Ludwigsvorfeste, ein Teil der Bundesfestung Ulm, in dem heute Kunsthandwerker, Freiberufler und Gastronomen untergekommen sind. Am Westrand des Viertels befindet sich die 2011 eröffnete Ratiopharm Arena, eine Multifunktionshalle für Sport-, Kultur- und Konzertveranstaltungen, deren Hauptnutzer der Basketballverein ratiopharm Ulm ist.
Wiley Süd nimmt mit etwa 40 Hektar die größte Fläche des Quartiers ein. Es umfasst knapp 1500 Wohneinheiten für fast 3500 Einwohner sowie das Dienstleistungszentrum Edison Center. Der nach dem früheren Neu-Ulmer Oberbürgermeister benannte Peter-Biebl-Park zieht sich zentral in Nord-Süd-Richtung durch das Viertel und ist Teil der sogenannten Grünen Brücke, einer direkten Verbindungsachse für Fußgänger und Radfahrer zwischen Neu-Ulmer Donauufer, Stadtmitte und den südlichen Stadtteilen bis hin zum Ludwigsfelder Baggersee. Am westlichen Rand des Areals befinden sich umfangreiche Einkaufsmöglichkeiten, darunter drei Supermärkte und zwei Drogerien.

## Geschichte und Entwicklung
Auf dem Gelände entlang der Memminger Straße wurde im Jahr 1936 die Ludendorff-Kaserne der Deutschen Wehrmacht erbaut. Dort und auf den südöstlich angrenzenden Feldern unterhielten die amerikanischen Besatzungstruppen zwischen Ende April 1945 und Oktober 1946 das gut 50 Hektar große Kriegsgefangenenlager „PWTE 314“ (Prisoner of War Transient Enclosures, deutsch Kriegsgefangenen-Durchgangslager). 1951 bezog die US-Armee die Kaserne und nannte sie 1953 in Wiley Barracks um, zu Ehren des im August 1944 in Frankreich gefallenen US-Captains Robert Calvin Wiley. Seither bewohnten bis zu 8000 Soldaten mitsamt ihren Angehörigen das Gelände.
Auf sechs Flächen mit insgesamt 140 Hektar des Neu-Ulmer Stadtgebiets befanden sich US-Militäreinrichtungen, aus denen die Soldaten im Jahr 1991 abgezogen wurden. Nach mehreren Jahren Verhandlung mit dem Bund erwarb die Stadt 1994 all diese Flächen mit den darauf befindlichen Gebäuden für 86 Millionen Deutsche Mark. Bereits im Vorjahr hatte sich der Stadtrat darauf verständigt, die Umgestaltung des Areals im Dialog mit allen politischen und öffentlichen Gruppen der Stadt vorzunehmen, um einen möglichst breiten Konsens zu erzielen. Nach dem Erwerb fand noch 1994 ein bundesweiter Ideenwettbewerb für die Neugestaltung des Wiley-Geländes statt. Schon damals wurde die Dreigliederung des Areals festgeschrieben. Im Jahr 1995 wurde schließlich eine Bürgerwerkstatt initiiert, die die öffentliche Beteiligung am Projekt sicher- und die Akzeptanz in der Bevölkerung für den Stadtumbau herstellte. Von 1991 bis 1995 wurde das Projekt im Forschungsfeld „Konversion – Städtebauliche Möglichkeiten durch Umwidmungen militärischer Einrichtungen“ im Bundesforschungsprogramm „Experimenteller Wohnungs- und Städtebau“ gefördert und ausgewertet.
Im Jahr 1998 bezog das Technologie- und Gründerzentrum als erste neue Einrichtung einige der früheren Militärgebäude im Wiley Nord. Zwei Jahre später wurde der erste Bauabschnitt des Wohnquartiers Wiley Süd fertiggestellt, im selben Jahr begannen die Bauarbeiten am Edison Center, dessen erster Bauabschnitt zwei Jahre später fertiggestellt wurde. Ein Jahr später, 2003, wurde die Umsiedlung der Hochschule Neu-Ulm auf das Wiley-Gelände beschlossen, die Bauarbeiten fanden von 2006 bis 2008 statt. Die Landesgartenschau fand 2008 in Neu-Ulm statt, zu der unter anderem ein Großteil der heutigen Grünanlagen im Wiley neu gestaltet wurden. Im Frühjahr 2014 wurde die Wohnbebauung im Wiley Süd fertiggestellt. Im Herbst 2015 begannen die Arbeiten für einen Erweiterungsbau der Hochschule, der im September 2018 fertiggestellt wurde. Bis zum Jahr 2017 fanden letzte Bautätigkeiten im Dienstleistungsbereich Wiley Süd statt, und der Neubau der Mark-Twain-Grundschule im Wiley Nord wurde im Sommer 2018 fertiggestellt. Ab 2018 wurden die übrigen Flächen im Wiley Nord mit Wohnungen bebaut. Auch der lange geplante Neubau des Neu-Ulmer Lessing-Gymnasiums soll bis 2029 im Wiley entstehen. Seit 2023 entsteht am Westrand der Grünanlagen Wiley Mitte ein IT-Campus als Bürostandort für Unternehmen aus dem Bereich Informations- und Kommunikationstechnik.